# Thecophora bimaculata
Thecophora bimaculata är en tvåvingeart som beskrevs av Preyssler 1791. Thecophora bimaculata ingår i släktet Thecophora och familjen stekelflugor.
Artens utbredningsområde är Tjeckien. Inga underarter finns listade i Catalogue of Life.